# Luis Hierro
Luis Hierro, vollständiger Name Luis Hierro Rivera; (* im Departamento Treinta y Tres; † nach 1945) war ein uruguayischer Politiker und Journalist.

## Leben
Der der Partido Colorado angehörige Hierro war zunächst politischer Sekretär des Generals Basilisio Saravia, einem Bruder des Blanco-Caudillo Aparicio Saravia. Er nahm an der Revolution 1904 teil und hatte die Funktion des Jefe Político, vergleichbar mit dem heutigen Intendente, des Departamentos Treinta y Tres inne. Später war er Minister des Wahlgerichtshofs von Uruguay, sowie Direktor der Tageszeitung El Ideal.
Der politische Weggefährte und persönliche Freund José Batlle y Ordóñez’ war zudem vom 15. Februar 1920 bis zum 14. Februar 1923 Abgeordneter in der Cámara de Representantes. Auch saß er 1945 für kurze Zeit (5. Juni bis 11. Juni) als stellvertretender Senator in der Cámara de Senadores.
Sein Sohn Luis Hierro Gambardella war ebenso in der Politik aktiv, wie auch sein Enkel Luis Hierro López, der zwischen 2000 und 2005 die Funktion des Vizepräsidenten von Uruguay innehatte.